# كفيشلينغ

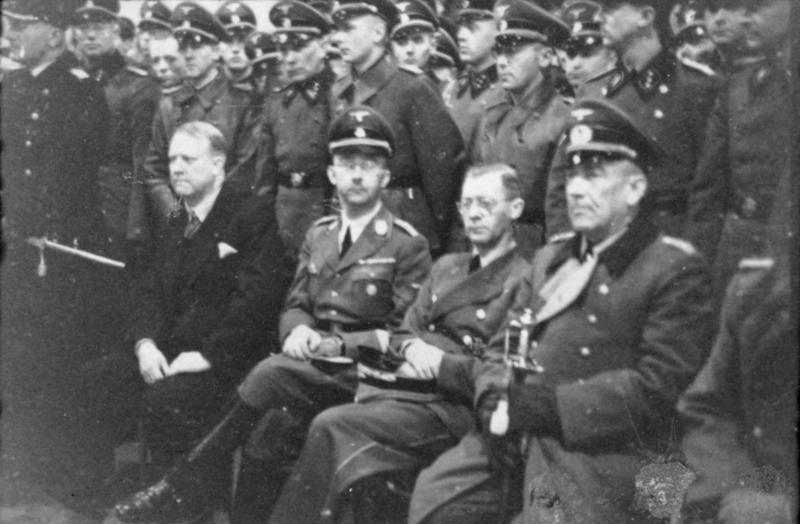
فيدكون كويزلينج ، هاينريش هيملر، جوزيف تيربوفن، ونيكولاوس فون فالكنهورست جالسون أمام ضباط فافن إس إس، الجيش الألماني والقوات الجوية في عام 1941

بائع وَطَنِه هو شخص يتعاون مع قوة احتلال معادية – أو بشكل عام كمرادف للخائن. نشأت الكلمة من لقب القائد النرويجي وقت الحرب فيدكون كفيشلينغ، الذي رأس نظامًا تعاونيًا نازيًا محليًا خلال الحرب العالمية الثانية.

## الأصل
استخدام لقب كفيشلينغ كمصطلح يسبق الحرب العالمية الثانية. أول استخدام مسجل للمصطلح كان من قبل سياسي حزب العمل النرويجي أوسكار تورب في مقابلة صحفية في 2 يناير 1933 ، حيث استخدمه كمصطلح عام لأتباع فيدكون كفيشلينغ. كان كويزلينج في هذه المرحلة في عملية تأسيس حزب التجمع الوطني (الوحدة الوطنية)، وهو حزب فاشي على غرار الحزب النازي الألماني. تم استخدام المزيد من المصطلح من قبل أكسل سانديموس، في مقال صحفي في داجبلاديت عام 1934، وصحيفة فيستفولد أربيديربلاد، في عام 1936. المصطلح ذو المعنى المعاكس، وطني نرويجي، هو Jøssing.

## تعميم في الحرب العالمية الثانية
في الولايات المتحدة تم استخدامه في كثير من الأحيان. تتضمن بعض الأمثلة ما يلي: في فيلم وارنر برذرز الكرتوني Tom Turk و Daffy (1944) ، تم نطقه من قبل ديك رومي عيد الشكر الذي خون وجوده إلى بوركي بيغ بواسطة دافي داك. في الفيلم الأمريكي <i id="mwWg">Edge of Darkness</i> (1943) ، حول المقاومة في النرويج، غالبًا ما يوصف شقيق البطلة بأنه كفيشلينغ.